# Дмитровская волость (Дмитровский уезд)
Дмитровская волость — волость в составе Дмитровского уезда Московской губернии. Существовала в 1917—1929 годах. Центром волости был город Дмитров.

## История
Дмитровская волость была образована в составе Дмитровского уезда в 1917 году из нескольких волостей. В её состав также вошли селения:
- из Ильинской волости: Арханово, Бабкино, Ближнево, Глебездово, Горшково, Драчево, Иванцево, Митькино, Редькино и Фёдоровское;
- из Ольговской волости: Борисово, Микишкино, Одинцово, Ревякино и Шпилево;
- из Подчёрковской волости: Бирлово, Бородино, Быково, Власково, Внуково, Волдынское, Вороново, Высоково, Даниловская слобода, Дубровки, Дядьково, Жестылево, Жуковка, Ивашево, Игантовка, Княжево, Кончино, Куминово, Кунисниково, Маринино, Муравьево, Надеждино, Настасьино, Непейно, Никольское, Овсянниково, Орево, Орудьево, Очево, Пересветово, Петраково, Поддубки, Подчерково, Прудцы, Скубятино, Соколово, Спиридово, Сысоево, Татищево, Тендиково, Теряево, Торговцево, Шелепино, Яковлево и Ярово;
- из Синьковской волости: Зверково, Матвеево, Подмошье и Савелево;
- из Тимоновской волости: Васюково, Кузнецово, Малое Прокошево и Постниково.

По данным 1918 года в Дмитровской волости было 64 сельсовета: Бабкинский, Бирловский, Ближневский, Борисовский, Быковский, Васюнинский, Власковский, Внуковский, Волдонский, Вороновский, Высоковский, Глебездовский, Горшковский, Даниловский, Драченский, Дубровский, Дядьковский, Жестылевский, Жуковский, Зверковский, Ивашевский, Княжевский, Кончининский, Костинский, Кузнецовский, Кумиковский, Кунисниковский, Марининский, Матвеевский, Микишкинский, Митькинский, Михнейковский, Муравьевский, Настасьинский, Непеинский, Никольский, Овсянниковский, Одинцовский, Оревский, Орудьевский, Пересветовский, Петраковский, Поддубкинский, Подлипецкий, Подмошский, Подчерновский, Пректыкино-Архановский, Прокшевский Большой, Прокшевский Малый, Прудцевский, Ревякинский, Редькинский, Савёловский, Соколовский, Спиридовский, Сысоевский, Татищевский, Тендиковский, Теряевский, Торговцевский, Федоровский, Шелепинский, Шепелевский, Яровский.
25 января 1921 года из Озерецкой волости в Дмитровскую были переданы селения Большое Прокошево, Костино, Лавровки и Трощейково.
В 1923 году было проведено значительно укрупнение сельсоветов.
К 1929 году число сельсоветов сократилось до 26: Внуковский, Волдынский, Вороновский, Даниловский, Дядьковский, Жестылевский, Жуковский, Зверковский, Кончининский, Костинский, Кузнецовский, Марининский, Митькинский, Надеждинский, Настасьинский, Непеинский, Орудьевский, Пересветовский, Петраковский, Подлипецкий, Подмошский, Подчерковский, Прудцевский, Сысоевский, Трощейковский и Фёдоровский.
В ходе реформы административно-территориального деления СССР в 1929 году Дмитровская волость была упразднена.